# 拉夫罗沃农村居民点
拉夫罗沃农村居民点（俄语：Лавровское сельское поселение）是俄罗斯联邦弗拉基米尔州苏多格达区所属的一个农村居民点。其下辖有42个居民点，行政中心为拉夫罗沃。据2016年统计，该农村居民点的人口为1918人。